# Chydranc
Chydranc – wieś w Armenii, w prowincji Sjunik. W 2011 roku liczyła 48 mieszkańców.